# Andreas Hofmann
Andreas Hofmann (16. prosinca 1991. - ) je njemački atletičar specijaliziran za bacanje koplja, svjetski juniorski prvak iz 2009. godine. 
Na Europskom prvenstvu 2014. u Zürichu osvojio je 9. mjesto bacivši 77,42 metra, dok je na Svjetskom prvenstvu 2015. u Pekingu osvojio 6. mjesto s prebačenih 86,01 metara.
Iako je u završnici završio šesti, u kvalifikacijama je bacio osobni rekord (86,14 m) zauzevši prvu poziciju.